# Булахова, Анастасия Фёдоровна
Анастасия Фёдоровна Булахова (1  февраля 1925, д. Верхняя Тана, Уральская область (РСФСР) — 2 апреля 2024) — Герой Социалистического Труда (1966), старший машинист энергоблока Верхнетагильской ГРЭС Свердловэнерго Министерства энергетики и электрификации СССР, Свердловская область.

## Биография
Анастасия родилась 1 февраля 1925 года в деревне Верхняя Тана Уральской области (ныне Пермский край). В семье было 6 детей. В 1935 году Анастасия успела закончить два класса, когда семья переехала в Среднеуральск. В 1941 году закончила семилетнюю школу на СУГРЭСе.
В 1941 году трудоустроилась техничкой на СУГРЭС, стажировалась на машиниста. В 1943 году Анастасию Федоровну отправили на стажировку в город Каменск-Уральский на КТЭЦ, а по возвращении стала работать кочегаром, осваивала проточные котлы. В 1946 году вышла замуж. Муж, окончив техникум, был переведён на Верхнетагильскую ГРЭС мастером, а вместе с ним переехала в 1955 году и Анастасия Федоровна. Она продолжила работать кочегаром на ВТГРЭС. В 1962 году работала машинистом на блоках, а затем и старшим машинистом. Будучи наставником, подготовила около тридцати рабочих эксплуатационников. В 1975 году вышла на пенсию.
В 1970 году Анастасия Федоровна была депутатом Верховного Совета СССР от Верхнепышминского избирательного округа № 309 Свердловской области. А 9 мая 2015 года принимала участие в Параде Победы в Москве.
Скончалась 2 апреля 2024 года.
Семья
Анастасия Федоровна вместе с мужем вырастила троих дочерей, которые подарили ей шесть внуков.

## Награды
За свои достижения была награждена:
- 22.05.1946 — медаль «За доблестный труд в Великой Отечественной войне 1941—1945 гг.»;
- 04.10.1966 — звание Герой Социалистического Труда с золотой медалью Серп и Молот и орден Ленина;
- 1970 — медаль «В ознаменование 100-летия со дня рождения Владимира Ильича Ленина»;
- 4.07.1975 – медаль «Ветеран труда».